# Sifiso Nhlapo
Sifiso Nhlapo (Soweto, 13 de mayo de 1987) es un deportista sudafricano que compitió en ciclismo en la modalidad de BMX. Ganó dos medallas en el Campeonato Mundial de Ciclismo BMX, plata en 2010 y bronce en 2008.

## Palmarés internacional
| Campeonato Mundial | Campeonato Mundial           | Campeonato Mundial | Campeonato Mundial |
| Año                | Lugar                        | Medalla            | Competición        |
| ------------------ | ---------------------------- | ------------------ | ------------------ |
| 2008               | Taiyuan (China)              | Medalla de bronce  | Carrera            |
| 2010               | Pietermaritzburg (Sudáfrica) | Medalla de plata   | Carrera            |